# Ctenotus striaticeps
Ctenotus striaticeps este o specie de șopârle din genul Ctenotus, familia Scincidae, descrisă de Storr 1978. Conform Catalogue of Life specia Ctenotus striaticeps nu are subspecii cunoscute.